# Доппельмайер (лунный кратер)
Кратер Доппельмайер (лат. Doppelmayer) — останки древнего большого ударного кратера в юго-западной части Моря Влажности на видимой стороне Луны. Название кратеру присвоено в 1791 г. немецким астрономом Иоганном Иеронимом Шрётером в честь немецкого математика, астронома и картографа Иоганна Доппельмайера (1671—1750) и утверждено Международным астрономическим союзом в 1935 г. Образование кратера относится к нектарскому периоду.

## Описание кратера

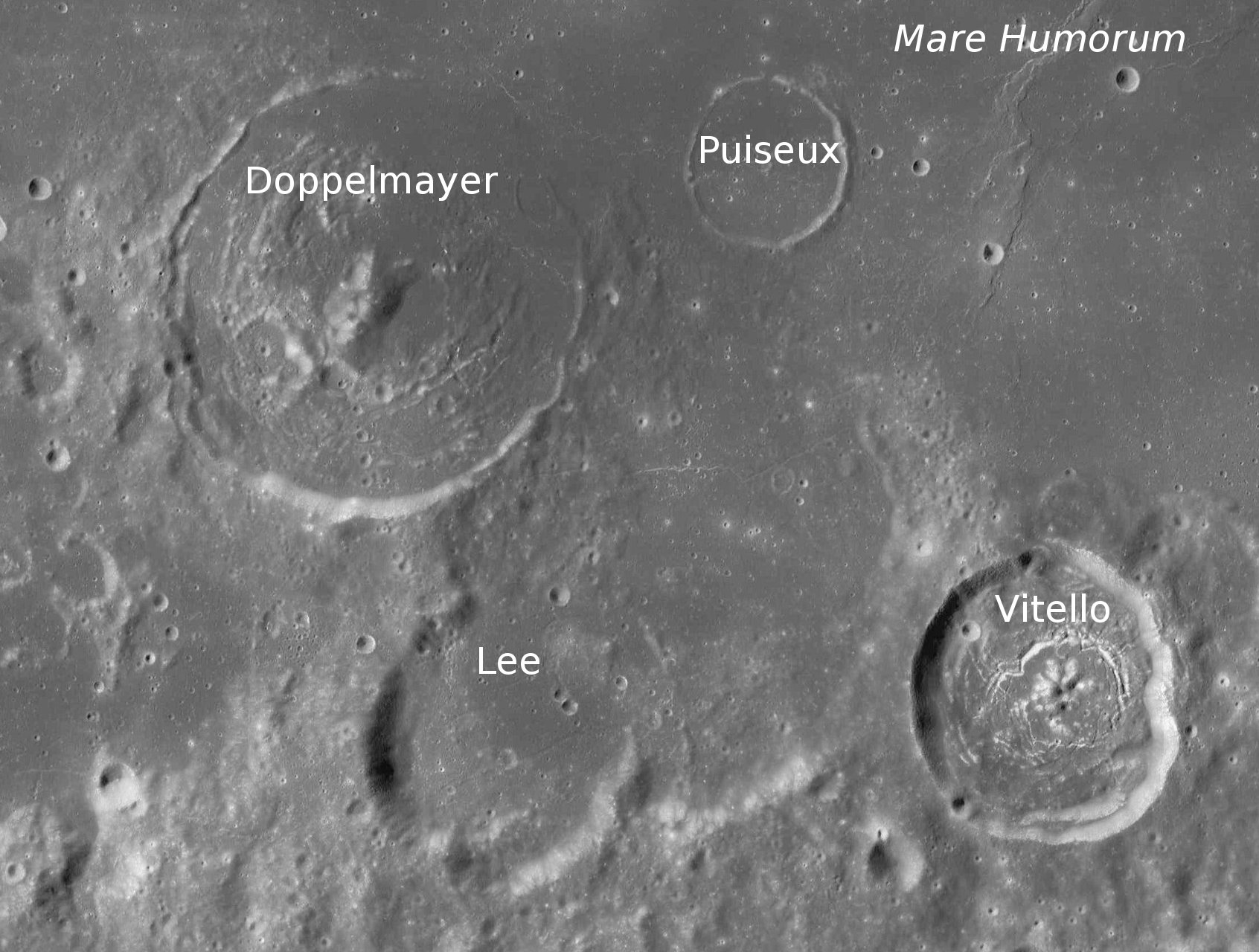
Окрестности кратера Доппельмайер. Снимок Lunar Reconnaissance Orbiter.

Ближайшими соседями кратера Доппельмайер являются кратер Пальмьери на западе; кратер Либих на северо-западе; кратер Пюизе на востоке-северо-востоке; кратер Витело на юго-востоке и кратер Ли на юге. На северо-западе от кратера находятся борозды Доппельмайера и уступ Либиха. На юге от кратера, западнее северной части кратера Ли, находится куполообразное возвышение с маленьким кратером на вершине, возможно щитовой вулкан. Селенографические координаты центра кратера 28°29′ ю. ш. 41°31′ з. д. / 28,48° ю. ш. 41,51° з. д., диаметр 65,1 км, глубина 1,1 км.
Кратер затоплен лавой при образовании Моря Влажности, над поверхностью моря выступают остатки его вала и возвышенности в чаше. Форма кратера циркулярная. Северо-восточная часть вала практически полностью затоплена и едва различима над поверхностью морского базальта, наиболее выделяется юго-западная часть вала образованная в материковых породах, в юго-восточной части вала находится изолированный пик отбрасывающий хорошо различимую тень в чашу кратера на восходе Солнца. Высота юго-западной части вала над окружающей местностью достигает 1230 м , объем кратера составляет приблизительно 3 400 км³. В затопленной чаше кратера располагается массивный центральный пик высотой 1300 м и состоящий из анортозита, а также полукольцо хребтов и пиков, концентричное по отношению к валу кратера, в юго-западной части. Необычность кратера Доппельмайер состоит в том, что высота его центрального пика больше высоты вала. По всей вероятности это объясняется разломом дна чаши кратера, приведшего к поднятию центральной части дна. На вершине центрального пика находится небольшой кратер.

## Сечение кратера
На приведенном графике представлено сечение кратера в различных направлениях, масштаб по оси ординат указан в футах, масштаб в метрах указан в верхней правой части иллюстрации.

## Сателлитные кратеры
| Доппельмайер | Координаты                                            | Диаметр, км |
| ------------ | ----------------------------------------------------- | ----------- |
| A            | 29°50′ ю. ш. 43°10′ з. д. / 29,84° ю. ш. 43,17° з. д. | 10,1        |
| B            | 30°30′ ю. ш. 45°33′ з. д. / 30,5° ю. ш. 45,55° з. д.  | 11,6        |
| C            | 30°20′ ю. ш. 44°07′ з. д. / 30,33° ю. ш. 44,12° з. д. | 7,1         |
| D            | 31°50′ ю. ш. 45°55′ з. д. / 31,84° ю. ш. 45,91° з. д. | 8,6         |
| G            | 28°56′ ю. ш. 45°01′ з. д. / 28,93° ю. ш. 45,02° з. д. | 13,4        |
| H            | 28°51′ ю. ш. 43°22′ з. д. / 28,85° ю. ш. 43,36° з. д. | 10,5        |
| J            | 24°31′ ю. ш. 41°12′ з. д. / 24,52° ю. ш. 41,2° з. д.  | 5,7         |
| K            | 24°02′ ю. ш. 40°47′ з. д. / 24,04° ю. ш. 40,79° з. д. | 5,7         |
| L            | 23°39′ ю. ш. 40°38′ з. д. / 23,65° ю. ш. 40,63° з. д. | 4,6         |
| M            | 29°23′ ю. ш. 44°04′ з. д. / 29,39° ю. ш. 44,07° з. д. | 13,8        |
| N            | 29°13′ ю. ш. 44°42′ з. д. / 29,21° ю. ш. 44,7° з. д.  | 5,4         |
| P            | 29°05′ ю. ш. 42°52′ з. д. / 29,09° ю. ш. 42,87° з. д. | 9,9         |
| R            | 29°16′ ю. ш. 43°20′ з. д. / 29,26° ю. ш. 43,33° з. д. | 3,7         |
| S            | 28°08′ ю. ш. 43°43′ з. д. / 28,14° ю. ш. 43,72° з. д. | 4,6         |
| T            | 25°58′ ю. ш. 43°22′ з. д. / 25,97° ю. ш. 43,37° з. д. | 3           |
| V            | 29°49′ ю. ш. 45°43′ з. д. / 29,82° ю. ш. 45,71° з. д. | 6,7         |
| W            | 33°35′ ю. ш. 45°46′ з. д. / 33,59° ю. ш. 45,76° з. д. | 7,5         |
| Y            | 33°08′ ю. ш. 46°10′ з. д. / 33,14° ю. ш. 46,17° з. д. | 8,8         |
| Z            | 33°01′ ю. ш. 46°31′ з. д. / 33,02° ю. ш. 46,52° з. д. | 10,5        |

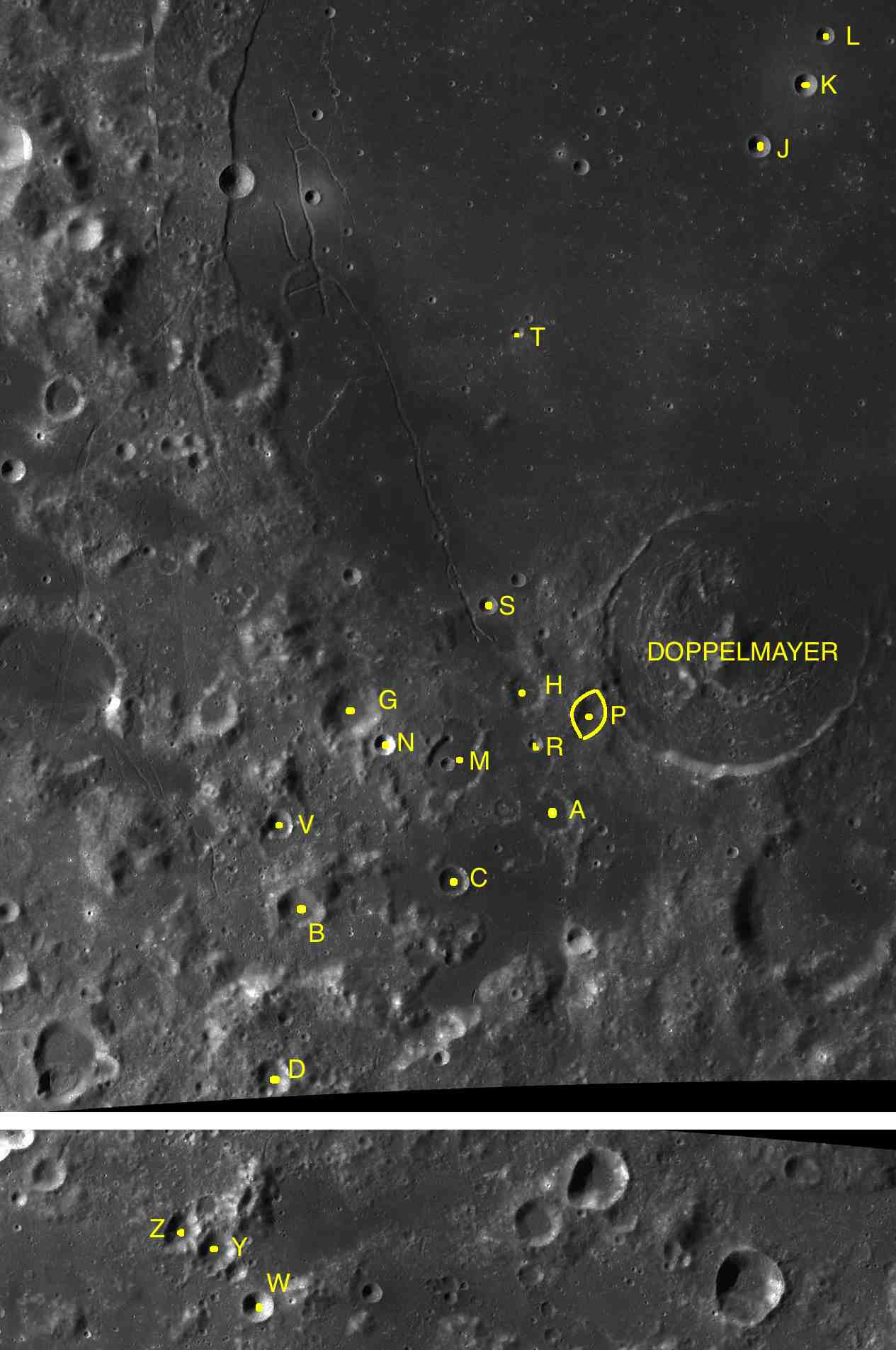
Фрагменты карт LAC-93, LAC-110.

- Сателлитный кратер Доппельмайер K включен в список кратеров с яркой системой лучей Ассоциации лунной и планетарной астрономии (ALPO)[8].

## См.также
- Список кратеров на Луне
- Лунный кратер
- Морфологический каталог кратеров Луны
- Планетная номенклатура
- Селенография
- Минералогия Луны
- Геология Луны
- Поздняя тяжёлая бомбардировка